# Up Up Up Up Up Up
Up Up Up Up Up Up è un album della cantante folk rock Ani DiFranco, pubblicato nel 1999 dalla Righteous Babe Records.

## Il disco
Il 1999 è stato un anno di forte impegno musicale per Ani DiFranco. Up Up Up Up Up Up è, infatti, il primo di tre album usciti nello stesso anno (il secondo e il terzo sono, rispettivamente, Fellow Workers con Utah Phillips e To the Teeth), sempre con la sua casa discografica Righteous Babe Records. Con quello che la stessa autrice definì "un concept album sulle guglie", Ani DiFranco snocciola 11 brani - le cui tematiche spaziano, come sempre, dai temi sociali alle esperienze personali - con un filo conduttore che il titolo dell'album sottolinea perfettamente: Up (x 6), Su, cioè a sottolineare il tentativo di innalzarsi, di migliorarsi, di tendere - laicamente - verso ciò che è alto, e che quindi può permettere all'uomo di prendere coscienza della sua condizione e di elevarsi culturalmente e socialmente.

## Tracce
1. 'tis of Thee – 4:42
2. Virtue – 5:07
3. Come away from it – 8:22
4. Jukebox – 4:27
5. Angel Food – 5:45
6. Angry any more – 3:27
7. Everest – 5:15
8. Up up up up up up – 3:21
9. Know Now Then – 4:38
10. Trickle Down – 3:51
11. Hat Shaped Hat – 12:55

## Musicisti

### Artista
- Ani DiFranco - chitarra acustica, pianoforte, fisarmonica, chitarra elettrica, voce

### Altri musicisti
- Goat - drum machine
- Jason Mercer - banjo, basso, voce
- Andy Stochansky - batteria, voce
- Julie Wolf - organo, pianoforte, fisarmonica, voce, clavinet, Wurlitzer